# Chung cư Alexander Timm
Chung cư Alexander Timm là một tòa nhà chung cư nằm ở Bydgoszcz, Ba Lan, tại phố Gdańska 17.

## Vị trí
Tòa nhà nằm ở ngã tư phố Gdańska và phố Pomorska.

## Lịch sử
Ngôi nhà đã được xây dựng theo sáng kiến của người sống bằng lợi tức Alexander William Timm vào năm 1852.
Nó được thiết kế bởi kiến trúc sư B. Brinkmann. Sau khi được dựng lên, nó là một trong những ngôi nhà chung cư lớn nhất ở thành phố Bromberg.
Tòa nhà đã được xây dựng lại vào năm 1910, theo ủy quyền của ủy viên hội đồng thành phố Carl Beck, và được thiết kế bởi OMW Muller.
Trên bức tường gần lối vào trên phố Gdańska 17, một tấm bảng đã được đặt để vinh danh Stanisław Brzęczkowski (1897 - 1955), một nghệ sĩ và nhà giáo dục, người làm việc tại nhà ở phố Jagiellońska N ° 1.
Vào cuối năm 2017, một sự phục hồi sâu sắc của tòa nhà đã diễn ra, nhấn mạnh các chi tiết kiến trúc khác nhau.

## Kiến trúc
Tenement trình bày các hình thức kiến trúc lịch sử, với sự chạm vào của sự hồi sinh kiến trúc thời trung cổ.
Cao độ mặt tiền phía nam được bao quanh bởi các tháp mảnh mai hình bát giác, đứng đầu với các tường chắn mái răng cưa. Trên biểu tượng được bảo tồn, người ta có thể nhận thấy mặt tiền được sơn màu đỏ, như đối với một bức tường phòng thủ bằng gạch, đặt sự hoàn thiện cho bối cảnh thời trung cổ. Đây là ngôi nhà chung cư hai tầng lâu đời nhất của khu vực.

## Hình ảnh

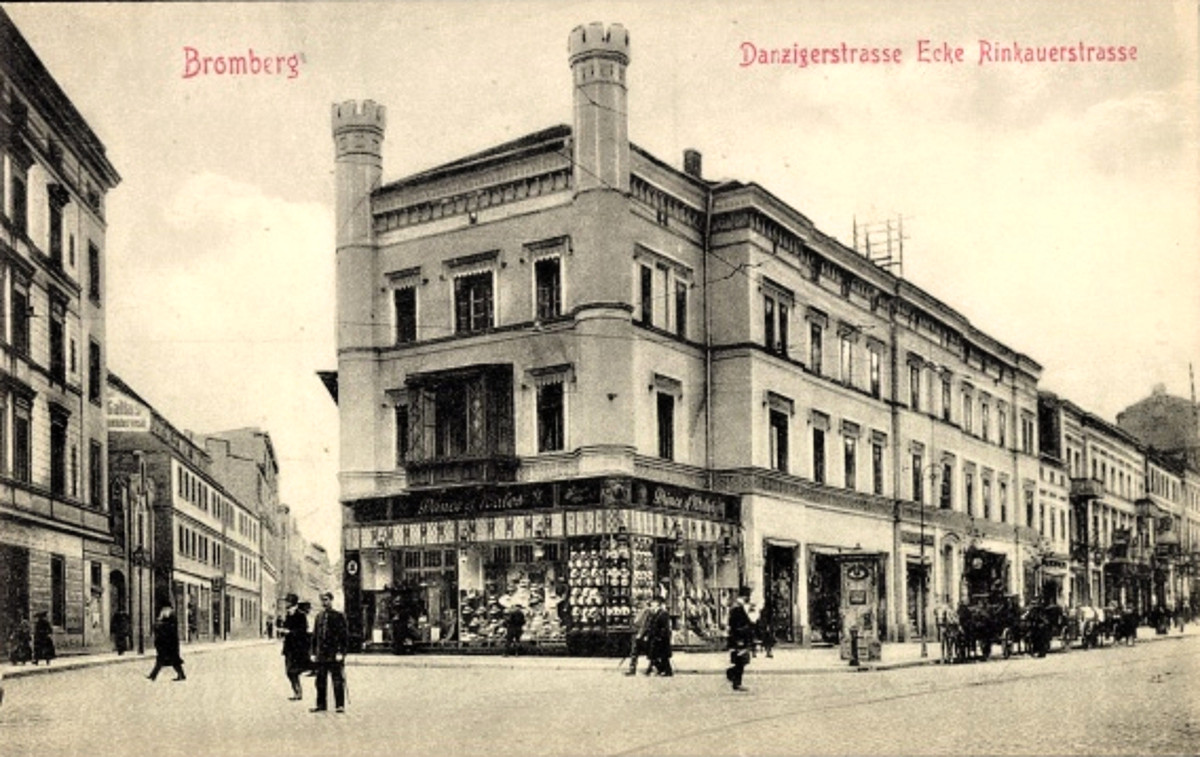
Chung cư vào những năm 1916
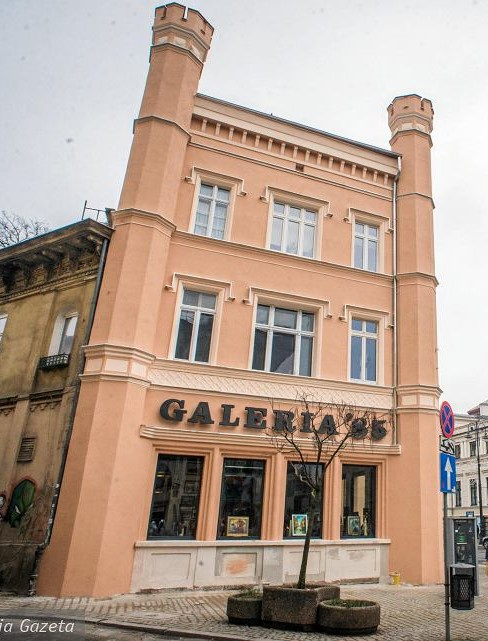
Mặt tiền phía nam của tòa nhà
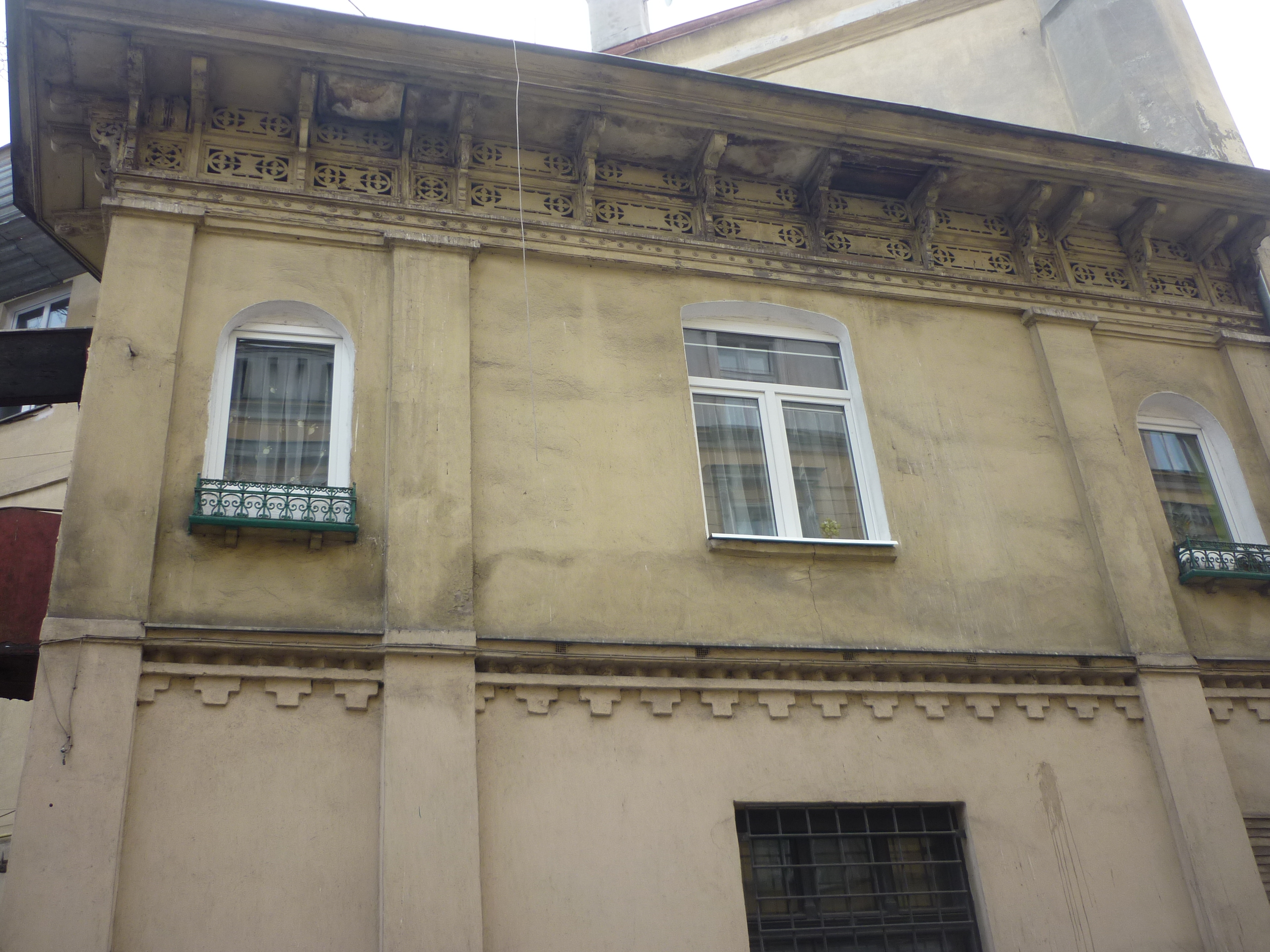
Mặt tiền vào phố Pomorska
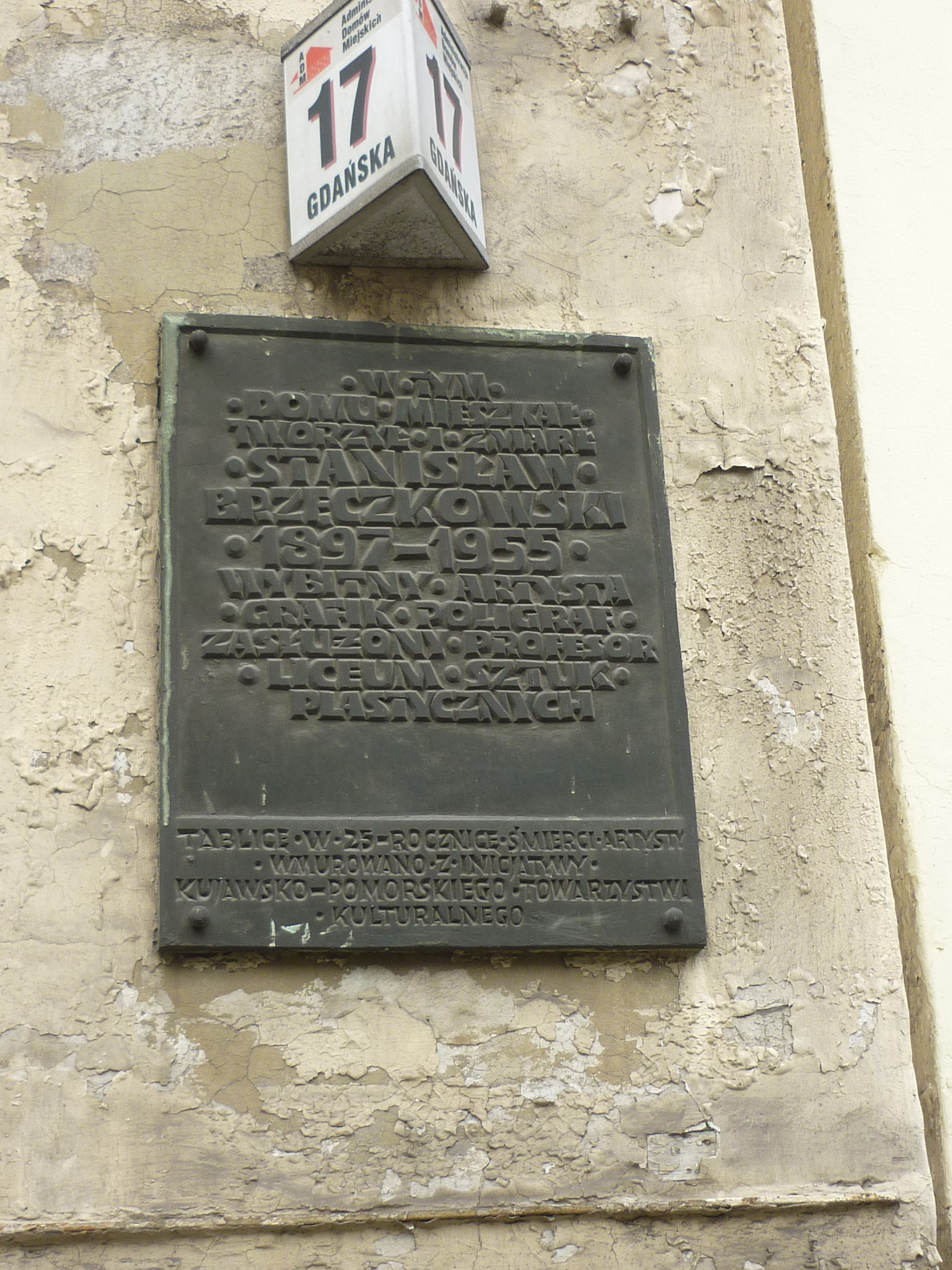
Bảng khắc ở Stanisław Brzęczkowski
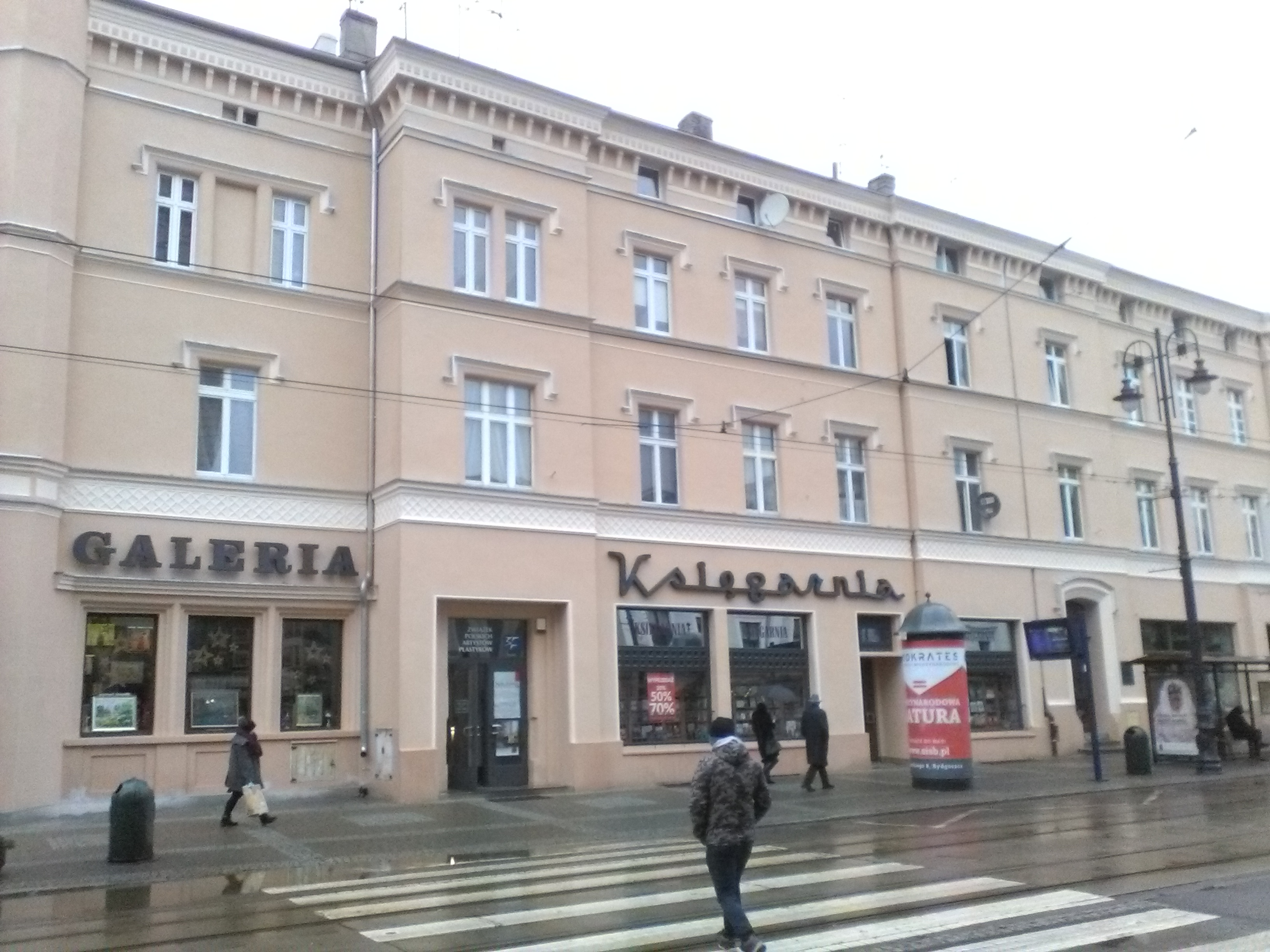
Mặt tiền trên đường phố Gdanska sau khi phục hồi
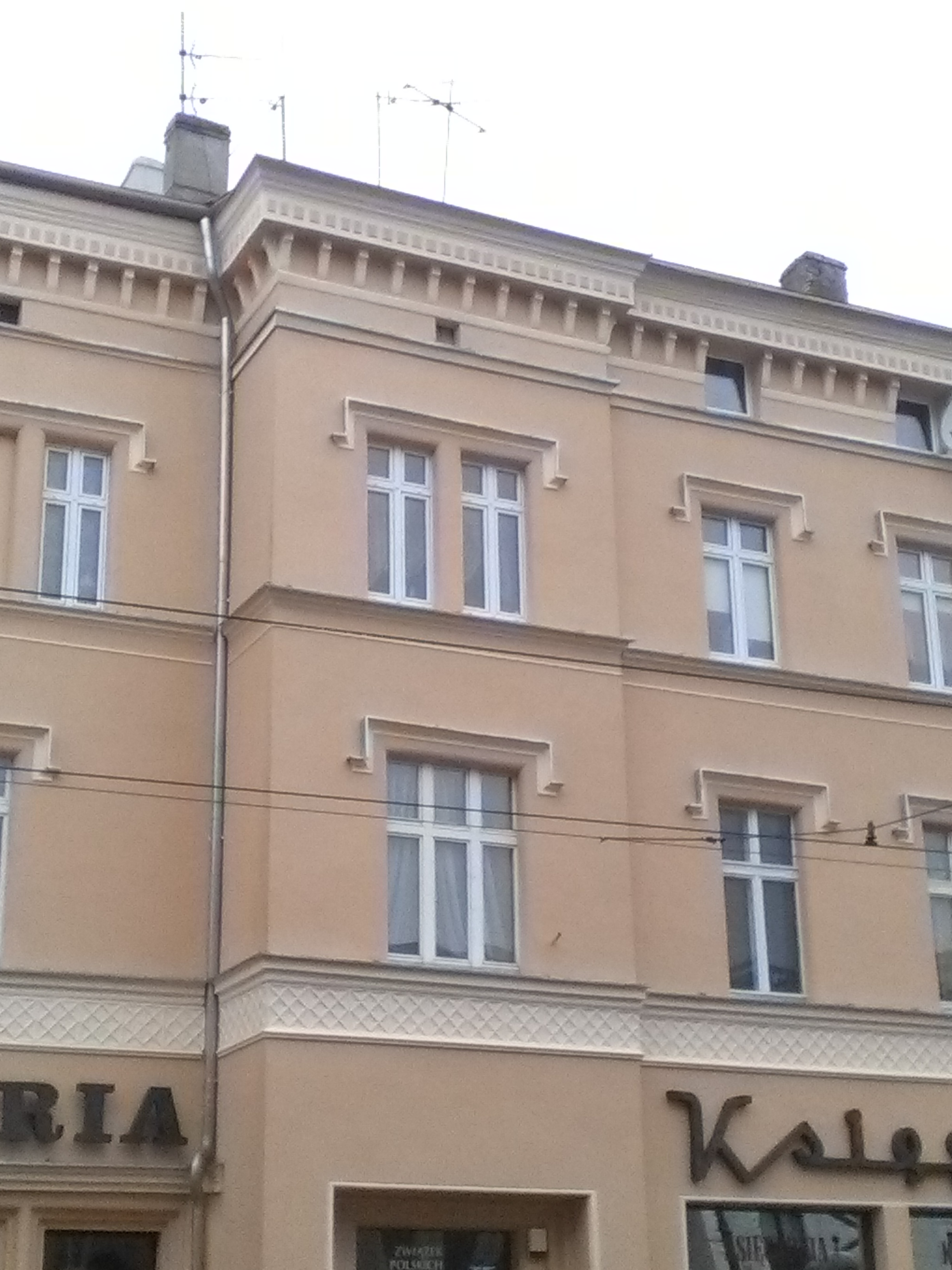
Chi tiết mặt tiền